# USS LST-1148
O USS LST-1148 foi um navio de guerra norte-americano da classe LST que operou durante a Segunda Guerra Mundial.